# Perthes (Sekwana i Marna)
Perthes to miejscowość i gmina we Francji, w regionie Île-de-France, w departamencie Sekwana i Marna.
Według danych na rok 1990 gminę zamieszkiwało 1 707 osób, a gęstość zaludnienia wynosiła 140 osób/km² (wśród 1287 gmin regionu Île-de-France Perthes plasuje się na 519. miejscu pod względem liczby ludności, natomiast pod względem powierzchni na miejscu 272.).